# Diocesi di Media
La diocesi di Media (in latino: Dioecesis Mediensis) è una sede soppressa e sede titolare della Chiesa cattolica.

## Storia
Media, nell'odierna Algeria, è un'antica sede episcopale della provincia romana della Mauritania Cesariense.
Unico vescovo conosciuto di questa diocesi africana è Emilio, il cui nome appare al 47º posto nella lista dei vescovi della Mauritania Cesariense convocati a Cartagine dal re vandalo Unerico nel 484; Emilio, come tutti gli altri vescovi cattolici africani, fu condannato all'esilio.
Dal 1933 Media è annoverata tra le sedi vescovili titolari della Chiesa cattolica; l'attuale vescovo titolare è Gabriel Narciso Escobar Ayala, S.D.B., vicario apostolico del Chaco Paraguayo.

## Cronotassi

### Vescovi residenti
- Emilio † (menzionato nel 484)

### Vescovi titolari
- Antoine Hacault † (30 luglio 1964 - 7 settembre 1974 succeduto arcivescovo di Saint-Boniface)
- Endre Kovács, O.Cist. † (7 gennaio 1975 - 29 luglio 2007 deceduto)
- Petro Herkulan Mal'čuk, O.F.M. † (29 marzo 2008 - 15 giugno 2011 nominato arcivescovo, titolo personale, di Kiev-Žytomyr)
- Gabriel Narciso Escobar Ayala, S.D.B., dal 18 giugno 2013